# Territorimac
Territorimac es un programa de radio semanal de treinta minutos de duración dedicado a la divulgación informática. Está conducido por Jaume Angulo. Comenzó su emisión en septiembre de 2002.

## Temática
Cubre una amplia gama de temas relacionados con la informática y la tecnología en todas sus disciplinas. A menudo hay segmentos de soluciones tecnológicas, de usabilidad y accesibilidad que ayudan a resolver problemas a los usuarios de la tecnología.
El programa se divide en varias secciones. Las principales giran en torno a varios temas diferentes cada semana con entrevistas a especialistas, artistas famosos, diseñadores, desarrolladores, empresarios o científicos. Las demás secciones consisten en un informativo, que cubre las noticias sobre temas variados de alcance informático. Se habla de avances tecnológicos, médicos, culturales o curiosidades, amenizado con reportajes cortos. Las aportaciones de los oyentes son una parte importante del programa.

## Historia
Territorimac emitió su primer programa el jueves 19 de septiembre de 2002 a las 18:30 en Ràdio Ciutat de Badalona. Nació como una sección semanal de treinta minutos de duración dedicada a la plataforma Apple, en el programa de radio diario de nuevas tecnologías SONIC de la misma emisora. Después de una temporada de emisión en radio y simultáneamente por internet, y atendiendo las peticiones de los oyentes, se emitió como programa independiente y en castellano.
El 3 de abril de 2003, Territorimac publicó en su web el primer podcast, convirtiéndose en uno de los programas radiofónicos pioneros en España en podcasting. Fue gracias a la sugerencia de un oyente español afincado en Estados Unidos y al soporte informático de Sergi Solé, fundador de Local Network Media.
Este programa contó con las entrevistas de: Eduardo Collado, director de formación de la escuela de artes digitales Trazos de Madrid; Miguel Hernáiz, promotor y coordinador del Grupo de Usuarios Macintosh de La Rioja; Joan Solsona, gerente del Apple Center K-tuin de Barcelona y Marta Camarero, responsable editorial de Anaya Multimédia.
En febrero de 2004 el programa inició el concurso “Buscando logo para Territorimac”. Un concurso colaborativo para el diseño de su logotipo. Francisco José Pastor (Chuti), diseñador y creativo de publicidad madrileño de 36 años de edad, ganó de concurso. El premio consistió en un sistema operativo Mac OS X 10.3 Panther, un paquete de iLife ‘04 y un paquete de Loops e instrumentos adicionales JamPack.
Según Francisco José: "el diseño del logotipo parte de la idea del antiguo logotipo que veíamos todos los días al arrancar el Mac, que eran las dos caras sonrientes enfrentadas. Jugué con la cara sonriente de la derecha, haciendo un grafismo nuevo, integrando la hoja de la manzana del logotipo de Apple, dando la intención de la pluma de un indio, queriendo englobar las dos partes de la marca, el "Territori", territorio y el mundo Mac".
El 10 de marzo de 2005 el programa entrevista a Edgar González, arquitecto y profesor de proyectos en la Universidad de Alicante. En la entrevista, González explicó su experiencia con los Macs y su carrera aplicada a la arquitectura como arte. Valoró el desarrollo de la web de proyectos de arquitectura basada en el trabajo colaboracional en código abierto. Más de 200 alumnos trabajaban las clases en digital, una experiencia pionera.
El 20 de junio de 2008 el programa entrevista a Rafa Vargas-Machuca, ilustrador y diseñador gráfico. Fruto de esta entrevista, Rafa envió una ilustración del presentador del programa en blanco y negro sosteniendo una manzana caramelizada a modo de micrófono. Poco después, la ilustración fue colonizada y Jaume la usa como icono para redes sociales.
El 5 de agosto de 2008, Jaume Angulo participa en la mesa redonda de apertura de la CampusMac 2008 en las instalaciones de la Residencia Agora de Barcelona, junto a: Bartu Mompean, presidente de la Asociación Cultural CampusMac; Xavier Pan, miembro de la Junta Directiva de CampusMac; Alf, editor de faq-mac.com; Luis A. Diaz-Faes «CyberMODE» , Patxi Villegas «Numan» y Íñigo García "Gameover", miembros del grupo de música electrónica Kill Bill G. Al finalizar la mesa redonda, Kill Bill G presentó en exclusiva el videoclip rodado y producido en FullHD de la canción "Kill Machine" y un avance del sencillo titulado "Alma de metal" dedicado al programa de radio Terrtorimac.
El 3 de octubre de 2008, el grupo de música electrónica Kill Bill G publicó el EP "Alma de metal", con cuatro temas, incluyendo el sencillo "Alma de Metal" que pasó a ser la banda sonora del programa de radio de Territorimac y "Alma de Metal" (Paco Jarel Remix). Para este EP se emplearon sintetizadores como el Access Virus TI (empleado por Gary Numan, Depeche Mode y Colony 5) combinado con un clásico de la era analógica, el Moog. Todo secuenciado y programado desde máquinas Apple Macintosh, bajo Logic Pro 8. MySpace music los colocó entre las diez bandas sin discográfica destacadas del día en la lista general y los primeros en todas las categorías en los que ellos se etiquetaron.
El 21 de septiembre de 2010, Kill Bill G publicó el álbum "Tunguska" con la discográfica Noise Control/KBG Records en edición digital para todo el mundo en iTunes y Amazon, y en edición física solo para USA. El disco con dieciséis temas, incluyó: "Alma de Metal" (Extreme Redux) y "Alma De Metal" (Jarel Tunguska Redux).
El 15 de enero de 2011, la web del programa se hace eco del décimo aniversario de Wikipedia. Para celebrar la primera década de la enciclopedia colaborativa, gratis, libre y accesible por todos. Se organizaron más de 400 eventos alrededor del mundo.

## Equipo
- Presentación: Jaume Angulo.
- Locución noticias: Albert Navarro.
- Locución jingles: Marta Palencia
- Colaboradores: Mertxe Alarcón, Alf, Pedro Alvera, David Arráez, Pedro Aznar, Oriol del Barrio, Álvaro Bernal, Xavier Blanco, Daniel de Blas, Miguel Cornejo, Jonathan Chacón, Juan Díaz, Ruben Fontela, Marc Gibert, José Juan Hernández, Miquel López, Alberto Lozano, Jordi Joaquim i Recort, Miguel Ángel Ricarte, Elisa "Coco" Rodrigo, Tuti y Luís Villareyes.

## Personalidades relevantes
Entre los invitados que han recibido una especial acogida en el programa se encuentran:
- Doctor Richard Marks, creador de EyeToy que abrió el camino de la detección de movimiento para plataformas de juegos.
- Carlos Grangel, Jordi Grangel y Carles Burgès, de Grangel Studio que desarrollan personajes para cine de animación.
- Catalina Estrada, ilustradora.
- Howard Rheingold, referente de la cultura digital.
- Miguel Ángel Fuertes, uno de los grandes animadores Españoles que trabaja en Hollywood.
- Pablo Helman, supervisor de efectos visuales en ILM (Industrial Light and Magic).
- Rebecca Allen, de Media Lab Europe (IRL).
- Carlos Baena y Rodrigo Blaas, animadores de Pixar.
- Rosa Sánchez y Alain Baumann, de Kònic Thtr.
- Alex Huguet, artista gráfico.

## Premios
- European Podcast Awards 2009 en la categoría "Business".
- European Podcast Awards 2010 en la categoría "Business".
- European Podcast Awards 2012 en la categoría "Business".